# Petru Damiani

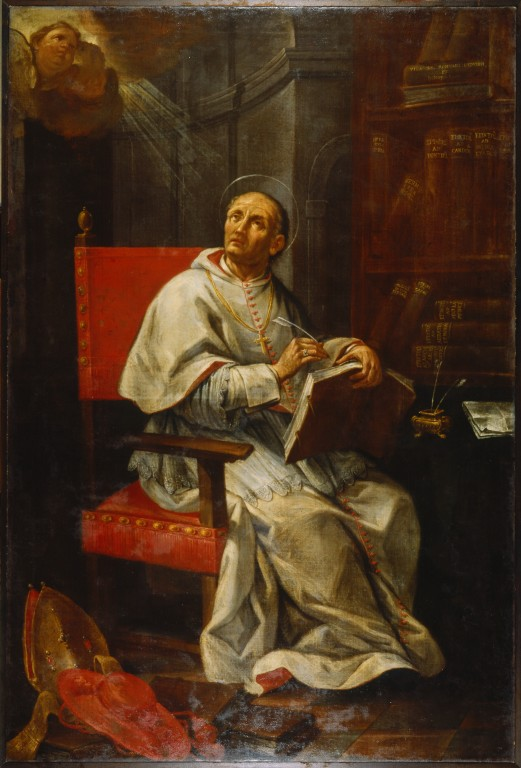
Petru Damiani

Petru Damiani (în latină Petrus Damianus, în italiană Pier Damiani; n. 1007, Ravenna, Italia – d. februarie 1072, Faventia, Statele Papale) a fost un prelat italian din secolul al XI-lea, la început eremit, pustnic, reformator, care devine ulterior episcop și apoi cardinal, fiind declarat doctor al Bisericii de Papa Leon al XII-lea, în 1828 (vezi Doctor al Bisericii).

## Viața
Conform tradiției, s-a născut „la cinci ani după decesul lui Otto al III-lea” la Ravenna, în anul 1007, într-o familie de nobili ajunși la sărăcie. Fiind lăsat în ocrotirea unuia dintre frații săi, ajunge îngrijitor de porci. Apoi este luat în îngrijire de un alt frate de al său, arhiepiscopul de Ravenna, care îl duce la școală. În semn de mulțumire, Pierre preia alături de prenumele său de Pierre pe cel a fratelui său, adică Damien. Copilul a făcut progrese rapide, ajungând să meargă la Universitate, mai întâi la Ravenna, apoi la Faenza și în cele din urmă la Parma. Ajunge profesor de retorică.
După terminarea studiilor, a primit misiunea de a preda ca profesor, ajuns la maturitate, își descoperă vocația de eremit retrăgându-se în 1035 la mănăstirea Fonte Avellana, ridicată cu câțiva ani înainte de Sfântul Romuald, fondatorul ordinului camaldolenzilor. Petru Damiani va scrie în consecință o carte cu titlul Vita Romualdi (1042). Se remarcă prin asprimea vieții pe care și-o impune. Ales superior în 1043, devine preot la mănăstire, unde a promovat cu râvnă viața călugărească, nu numai acolo, ci și în alte regiuni ale Italiei. În vremuri de restriște i-a ajutat pe pontifii romani, sprijinind prin scrieri și activitate diplomatică acțiunile de reformare a Bisericii, în special ale papilor Alexandru al II-lea și Grigore al VII-lea. Ajunge să fie celebru pentru vitalitatea cu care rostea predicile îndreptate împotriva simoniei și nicolaismului. În 1051 a scris Cartea Gomorrei, în care a denunțat viciile clerului, în special pe cele ale preoților homosexuali, care cere să fie caterisiți. Papa Leon al IX-lea refuză punerea în aplicarea a cererii sale, ceea ce îl determină pe Petru Damiani să scrie o scrisoare de protest. De asemenea s-a împotrivit reabilitării preoților eretici. A afirmat libertatea Bisericii, alături de Hildebrand, viitorul papă Grigore al VII-lea. 
În 1057 papa Ștefan al IX-lea l-a numit cardinal și episcop de Ostia. 
A participat la numeroase sinoade. După decesul papei Ștefan al IX-lea, Petru Damiani a luat poziție contra antipapei Benedict al X-lea. În cele din urmă este constrâns să se retragă la mânăstirea sa. În 1059 a fost trimis ca legat la Arhiepiscopia de Milano, unde era răspândită simonia, iar majoritatea preoților erau căsătoriți. Cu ajutorul Patarinilor, susținători ai celibatului pentru cler, restabilește ordinea și reușește să îl facă pe arhiepiscop și pe clerul local să se supună acestor reguli. A participat la condamnarea lui Berengar, care a susținut caracterul strict simbolic al euharistiei. Cu ocazia sinodului Lateran (1179), contribuie la adoptarea canonului care interzicea credincioșilor să participe la slujbele ținute de preoții căsătoriți sau concubini. Toată viața a trăit în tensiune între iubirea de singurătate și participarea la marile dispute ale timpului său.
În 1072 s-a îmbolnăvit, fiind cuprins de febră la întoarcerea dintr-o călătorie la Ravenna pe care o întreprindea ca legat papal. Moare în mănăstirea Sainte-Marie des Anges, unde a fost înmormântat de măicuțele îngrijorate să nu se piardă rămășițele sale pământești. Din păcate efortul s-a dovedit a fi inutil fiindcă trupul lui Petru Damiani a fost mutat de șase ori. Din 1898 se află în capela dedicată lui din catedrala din Faenza. Chiar dacă nu a fost niciodată canonizat, după moartea sa îi este în mod formal consacrat un cult la Faenza, Monte-Cassino, Cluny și la Fonte-Avellana. Și-a pregătit singur inscripția de pe mormântul său, care sună astfel: „Ce ești tu, am fost și eu; ce sunt eu, vei fi și tu; gândește-te, te rog, la mine”.
Sărbătorit în Biserica Catolică la 21 februarie. În 1823 papa Leon al XII-ea extinde cinstirea sa în toată Biserica Catolică și îl proclamă doctor al Bisericii.

## Opera

Opera omnia, 1743

Opera sa constă mai ales dintr-o corespondență impresionantă (158 scrisori) și câteva predici (75). A scris și hagiografii și tratate, dintre care amintim:
- De divina omnipotentia, despre puterea lui Dumnezeu(Scrisoare despre atotputernicia divină, Paris: Cerf, 1972 (text tradus))
- Disputatio o corespondența avută cu un evreu despre problema Sfânta Treime și despre Messia ;
- Liber gratissimus, lucrare dedicată arhepiscopului Henri de Ravenne, scrisă împotriva simoniei ;
- De brevitate vitæ pontificum romanorum, despre scurta viață conferită papilor.

Este cinstit la data de 21 februarie. Este invocat pentru cazurile de vindecare a migrenei și a oricăror altor dureri de cap având în vedere numărul mare de studii pe care Petru Damiani le-a făcut în acest sens. A lăsat și câteva scrieri despre această, tipărite la Paris în 1642 și 1643, sub forma unor broșuri.

### Alte scrieri

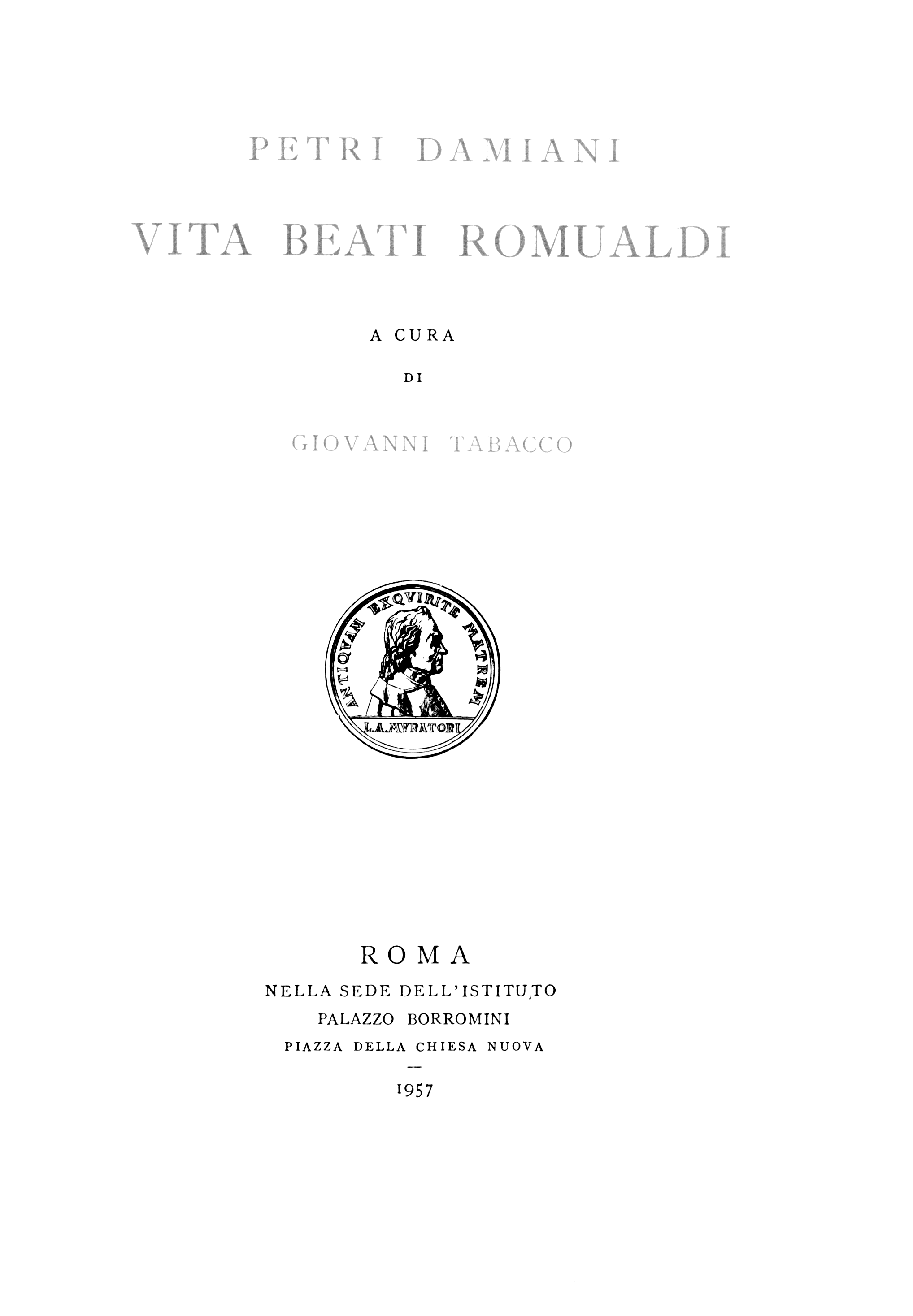
Vita Beati Romualdi

- Sancti Petri Damiani S.R.E. Cardinalis episcopi Ostiensis ordinis S. Benedicti ... Opera omnia ... collecta ... studio ac labore ... Constantini Cajetani ..., 4 vol., 1606-1640;
- Migne PL 144 și 145;
- Petri Damiani vita Beati Romualdi, ed. Giovanni Tabacco (Fonti per la storia d'Italia 94) 1957;
- Bernardo Ignesti: San Pier Damiani. Scritti monastici, 2 vol., 1960;
- Margarete Lokrantz: L'opera poetica di S. Pier Damiani (Studia Latina Stockholmensia 12) 1964;
- Celestino Pierucci, Alberto Polverari (ed.): Carte di Fonte Avellana (Thesaurus Ecclesiarum Italiae IX, 1) 1972;
- André Cantin: Lettre sur la Toute-Puissance divine (Sources chrétiennes 191) 1972;
- Pierre J. Payer (trad.): Peter Damian »Book of Gomorrah«. An Eleventh Century Treatise against Clerical Homosexual Practises, 1982;
- Sermones Petri Damiani, ed. Giovanni Lucchesi (Corpus Christianorum Continuatio Mediaevalis 57) 1983;
- Die Briefe des Petrus Damiani, hrsg. von Kurt Reindel (MGH : Epistolae: 2, Die Briefe der deutschen Kaiserzeit, 4) Bd. 1: Brief 1-40, 1983; Bd. 2: Brief 41-90, 1988; Bd. 3: Brief 91-150, 1989; Bd. 4: Brief 151-180 und Register, 1993;
- Aldo Granata: Pier Damiani Lettere ai monaci di Montecassino, Milano 1987 (Biblioteca di cultura medievale. Di fronte e attraverso 202);
- Owen P. Blum: Peter Damian, Letters. Vol. I: 1-30. Vol. II: 31-60. (The Fathers of the Church, Mediaeval Continuation 1 and 2), 1989-1990.